# Balm bei Günsberg
Balm bei Günsberg est une commune suisse du canton de Soleure, située dans le district de Lebern.

## Histoire

Vue aérienne (1953).

Située au pied du massif du Jura, au départ de la route du Balmberg, la région est habitée depuis le Néolithique. Pendant le Moyen Âge, le village fait partie de la seigneurie, puis du bailliage de Balm jusqu'en 1487, puis du bailliage de Flumenthal jusqu'en 1798.
Pendant la République helvétique, Balm est rattaché au canton de Soleure et au district de Lebern en 1803. La commune devient autonome par séparation de celle de Niederwil en 1822. De nos jours, la commune est principalement agricole. Avec 194 habitants en 2006, Balm bei Günsberg est la commune la moins peuplée du canton de Soleure.

## Sources
- (de) Cet article est partiellement ou en totalité issu de l’article de Wikipédia en allemand intitulé « Balm bei Günsberg » (voir la liste des auteurs).
- Urs Zurschmiede, « Balm bei Günsberg » dans le Dictionnaire historique de la Suisse en ligne, version du 11 février 2005.